# Littleton (CDP, New Hampshire)
Der Littleton CDP ist ein Census-designated place in der Town of Littleton im Grafton County im US-Bundesstaat New Hampshire. Die Volkszählung von 2020 erfasste 4.467 Einwohner. Der CDP wurde im Jahr 2002 erstmals vom Census definiert. Er umfasst in seinem Süden den Kernort der Town of Littleton.

## Lage
Der Ort liegt bei den Koordinaten 44° 19' 16.00" Nord und 71° 45' 49.61" West auf einer Höhe von 295 Metern über dem Meeresspiegel am Ammonoosuc River. Die 22,1 km² große Fläche des Gebietes setzt sich zusammen aus 21,9 km² Land- und 0,2 km² Wasserfläche. Die Südwestgrenze des Gebietes bildet der Interstate 93. Im Ort treffen die New Hampshire Routes NH-18 und NH-116 auf die US-302.